# City of Derby
City of Derby är en enhetskommun i grevskapet Derbyshire i England, Storbritannien. Kommunen har 263 490 invånare (2022). Hela kommunen är en unparished area. Den består av staden Derby.